# 藍色中隊
藍色中隊（西班牙語：Escuadrilla Azul；德語：15. Spanische Staffel）是從西班牙空軍招募的一群志願飛行員和地勤人員的通用名稱，他們於第二次世界大戰中的德蘇戰爭為德軍助戰。
1941年9月至1943年5月期間，五個西班牙空軍中隊在德蘇戰爭的戰場輪換，這些中隊隸屬於第27戰鬥機聯隊及第51戰鬥機聯隊。
藍色中隊的飛行員們駕駛Bf 109戰鬥機及Fw 190戰鬥機與蘇聯空軍作戰。據統計，藍色中隊總共摧毀160多架蘇聯飛機，而自身有20名飛行員陣亡、失蹤或被俘。